# 下村由理恵
下村 由理恵（しもむら ゆりえ、1965年8月24日 - ）は、日本の女性バレエダンサー。9歳でバレエを始め、1981年に最年少（当時15歳）でモスクワ国際バレエコンクール・ジュニア部門の銀賞を受賞した。1990年に文化庁在外研修員に選ばれてイギリスのバーミンガム・ロイヤル・バレエ団での研修を経た後、1992年にスコティッシュ・バレエ団のプリンシパルとなってさまざまな作品で主役を踊った。日本への帰国後はフリーランスのバレエダンサーとして舞台に立つかたわら、後進の指導育成などにあたっている。夫は同じくバレエダンサーの篠原 聖一（しのはら せいいち）。

## 経歴
福岡市生まれ。祖父はスピードスケートの元選手で、幼い頃から冬にはよくスケート場に通い、5歳からフィギュアスケートを習い始めた。上達は早く、9歳のときに祖父やスケート指導者の勧めによってフィギュアスケートを続けるための基礎として、実家近くの川副バレエ学苑（川副恵射子主宰）でバレエを習うこととなった。もともと体を動かすのが好きな下村はバレエのレッスンも全く苦にせず、やがてスケートよりもバレエの方が面白くなったため、足を痛めることを懸念してスケートは辞めることにした。
川副の指導は厳しかったが、それぞれに目的を持たせやり遂げさせるという手法で生徒たちのやる気を引き出すことに長けていた。良い意味でのライバルを作って競わせるように仕向け、生徒たちの実力を上げていた。当時の川副バレエ学苑には後に女優の道に進んだ床島佳子も通っていて、下村の良い競争相手となっていた。最初の頃は週3回レッスンを受けていたが、中学生になると毎日のように学校が終わってから夜中まで練習を続けていた。このような状況を特に下村の父が心配し、バレエを続けることに強く反対していた。ある日のレッスン後、母の代わりに父が迎えに行ったところ、川副と下村が1対1で真剣にレッスンを続けている姿を目の当たりにして父も意見を変えたという。
川副の勧めで小学校高学年の頃からバレエのコンクールへの出場を始め、東京新聞主催の全国舞踊コンクールには4年連続で出場した。この時期から進路についてバレエの道に進むことを思い定め、将来の夢を聞かれると「外国のバレエ団のプリマ」と答えていた。国際的に活躍した日本人バレリーナの先駆者的存在である森下洋子に憧れていて、コンクール出場時は「私、森下洋子になってくる!」と宣言してから舞台に立っていた。日本国外でのコンクールにも挑戦し、1981年にはモスクワ国際バレエコンクールに15歳で出場した。ジュニア部門で銀賞を受賞する結果となったが、このとき1位のさらに上位にあたる文化大臣賞を獲得したのはニーナ・アナニアシヴィリ、1位は後にABTのプリンシパルとなるアマンダ・マッケローらだった。
モスクワ国際バレエコンクール出場後しばらくして、小林紀子の講習会を受講する機会が訪れた。小林の人間性などに魅せられた下村は東京でバレエを学ぶことを希望し、彼女を常に応援していた叔父の勧めもあって、1982年に親元を離れて上京することとなった。通っていた高校も転校して、東京の親戚の家に住み、小林が主宰する小林紀子バレエ・アカデミーに通う日々が続いた。
下村が小林紀子バレエ・アカデミーに通いだして1年ほど経った頃、小林に呼ばれて将来はどうするつもりなのかと尋ねられた。下村がプロとして踊りたいとの希望を伝えたところ、小林は高校を辞めて小林紀子バレエシアターのカンパニー・クラスに入るようにと勧めた。その勧めを受け入れて高校を退学後に小林紀子バレエシアターに入団し、RADの資格取得に挑戦し、通常なら3年かかるところを1年強で取得することができた。
1984年、18歳になった下村はRADのメソッドを競うアデリン・ジェニー国際バレエコンクール（en:Genée International Ballet Competition）に出場した。RADの本拠地ロンドンで開催されたこのコンクールで、下村はゴールドメダルを獲得した。下村自身によると、普段の稽古場の延長がそのまま舞台になったようであまり緊張しなかったといい、瞬く間にコンクールは終了していた。コンクール出場を契機に、以前からの外国で踊りたいという願望はさらに増していった。
1985年に小林紀子バレエシアターを退団して、フリーランスのバレエダンサーとして活動を始めた。これは外国で踊りたいという希望を叶えるためのステップであったが、単に踊るだけでなく自らマネージメントもしなければならないという状況であり、最初の3、4年はかなり辛いものであった。下村はこの時期に篠原聖一との結婚生活に入った。篠原は下村より15歳年長で、小林紀子バレエシアターのカンパニークラスで指導者を務め、彼女にとって憧れの存在だった。フリーランスとなってからは、篠原が彼女の指導にあたることとなった。篠原の指導は妥協を許さない厳しいものであったというが、たくさんのことを下村は学び取り、「彼こそ本当の芸術家」と評している。
フリーランスになって6年目の1990年に文化庁派遣芸術家在外研修員に選ばれ、海外で踊るチャンスが近づいた。既に篠原と結婚していたこともあって選ばれるのは無理だと考えていたが、篠原は在外研修に赴くことに賛成した。篠原も以前、フランスのナンシー・バレエ団から入団の誘いを受けた経験があったが、そのときは誘いを断って日本の指導者の元に戻っていた。研修場所として下村はイギリスのバーミンガム・ロイヤル・バレエ団を選び、1991年研修に赴いた。ロイヤル系のバレエ団で踊りたかったことと、当時同世代の吉田都が在籍していて安心だったことがその理由であった。バーミンガム・ロイヤル・バレエ団ではプリンシパルの役柄を踊ることができたが、当時は組合の勢力が強かった上に外国人ダンサー雇用枠が2名までという制限があって厳しいものであった。
バーミンガム・ロイヤル・バレエ団で『くるみ割り人形』を上演した際、ゲストとして招かれていたスコティッシュ・バレエ団芸術監督のガリーナ・サムソワから、スコティッシュ・バレエ団で上演する『白鳥の湖』への出演を誘われた。日本にいる篠原のことを考えて彼に相談すると、「いい機会だから、スコティッシュで踊ってみるといい」と賛成してくれた。1992年にプリンシパルとして契約を結び、1993年にはゲスト・プリンシパルとして再契約した。結局2年間イギリスに滞在することとなったが、その間に篠原は3回渡英して彼女に会い、会えないときは毎日のように国際電話で話をしていた。
スコティッシュ・バレエ団では『白鳥の湖』、『ジゼル』、『眠れる森の美女』などの古典バレエの名作の他に、ジョン・クランコ版の『ロメオとジュリエット』などを踊った。スコティッシュ・バレエ団はドラマ性を大切にする作品の上演に多く取り組んでいたため、女性の心理を表現できる『ジゼル』やドラマティックな『ロメオとジュリエット』などは彼女の大切なレパートリーとなった。下村にとっては、大原永子との出会いも重要な出来事であった。当時スコティッシュ・バレエ団とプリンシパル契約を結んでいた大原は、ただ1人でイギリスで暮らしていた下村をさまざまな方面で支えた。自分よりも人のことを優先に考え、人を楽しませることに長けた大原の生き方に下村は深い感銘を受けたという。
イギリスと日本を往復しながら日本でも舞台に立つ生活を始め、1994年には芸術選奨文部大臣賞新人賞を受賞し、1995年から1996年にかけて東宝製作のミュージカル『回転木馬』（ケネス・マクミラン振付）のルイーズ役を演じ、この役で1995年度の菊田一夫演劇賞を受賞した。1997年にはスコティッシュ・バレエ団のパーマネント・ゲスト・アーティストとなり、1999年に日本に帰国した。帰国後は日本バレエ協会、粕谷辰雄バレエ団、小林恭バレエ団などの公演に主演した。2002年、ニュージーランド・ロイヤル・バレエ団に招聘されて『白鳥の湖』全幕に主演した。
2001年、篠原とともに下村由理恵バレエアンサンブルを設立し、舞台に立つかたわら各種バレエコンクールの審査員、作品の振付、後進の指導なども務めている。その他の主な受賞歴には、日本バレエ協会優秀賞（1989年）、第9回服部智恵子賞、第6回森下洋子・清水哲太郎グローバル賞（ともに1992年）、第21回橘秋子賞優秀賞（1994年）、第2回中川鋭之助賞（1996年）、第32回舞踊批評家協会賞（2001年）、第53回芸術選奨文部科学大臣賞（2003年）、第33回橘秋子賞特別賞（2007年）などがある。2009年には紫綬褒章を受章した。なお、元プロ野球選手（広島東洋カープ）の瀬戸輝信は従兄弟（叔父の子）にあたる。